# VX-3
VX-3は、八重洲無線（旧称バーテックススタンダード）が製造するアマチュア無線用無線機である。

## 概要
ハンディ機と呼ばれる片手で持てるトランシーバーで、144MHz帯と430MHz帯の二周波数帯（デュアルバンド）でのFM波の送信及び500kHzから999.9MHzの間（一部除く）のFM波とAM波の受信をすることができる。
空中線電力は付属品のリチウムイオン電池で1.5W（144MHz帯）、1W（430MHz帯）、数字入力用テンキーは無く、テンキー付きの機種と比べると操作性や機能は劣るが、小形軽量で低価格である。
同型式のVX-2の後継機であり、VX-2とその前機種のVX-1と同様にグッドデザイン賞を受賞している。

## 沿革
- 2007年（平成19年）
  - 5月1日 - 日本アマチュア無線振興協会による工事設計認証（バーテックススタンダード製造 工事設計認証番号002KN472）[1]
  - 6月27日 - 発売[2]
  - 10月1日 - グッドデザイン賞受賞[2]
- 2008年（平成20年）
  - 7月15日 - CQ出版が『改訂新版 VXシリーズ遊び方ガイド』発売